# يو إف سي ليلة القتال: بورنس ضد موراليس
يو إف سي ليلة القتال: بورنس ضد موراليس (بالإنجليزية: UFC Fight Night: Burns vs. Morales) (المعروف أيضًا باسم يو إف سي ليلة القتال 256 ويو إف سي فيغاس 106 ويو إف سي على إي إس بي إن+ 114) هو حدث لفنون القتال المختلطة نظّمته يو إف سي، وأُقيم في 17 مايو 2025، على يو إف سي أبيكس في إنتربرايز، نيفادا، وهي جزء من منطقة لاس فيغاس الحضرية، الولايات المتحدة.